# Richard Corben
Richard Corben (1 de Outubro de 1940 - 2 de dezembro de 2020) foi um desenhista e roteirista de histórias em quadrinhos estadunidense, mais conhecido por suas histórias de fantasia e horror publicadas na revista Heavy Metal.